# 岡本茂 (実業家)
岡本 茂（おかもと しげる、1959年1月31日 - ）は、日通商事株式会社取締役専務執行役員。茨城県土浦市出身。

## 経歴
- 1981年:流通経済大学経済学部卒業
- 1981年:日本通運株式会社 入社
- 2002年:同社 東京支店 次長
- 2005年:同社 商流関連部 専任部長
- 2009年:同社 新潟支店長
- 2011年:同社 千葉支店長
- 2014年:日通商事株式会社 取締役執行役員(東京支店長)[1]
- 2016年:同社 取締役常務執行役員(東京支店長)[2]
- 2019年:同社 取締役専務執行役員(東京支店長)[3]
- 2020年:同社 取締役専務執行役員(営業部門総括)[4]
- 2021年:同社 取締役専務執行役員(営業本部長)(現在に至る)[5]